# フィービー・ダラー
フィービー・ダラー（Phoebe Dollar、1979年7月26日 - ）は、アメリカ合衆国の女優。

## 出演作品
- プリズン・デッド　女囚VS狼女
- 宇宙生物X
- キングスパイダー
- デス・クローン
- ポルノ・スター　ロン・ジャーミーの伝説